# 北海信用金庫
北海信用金庫（ほっかいしんようきんこ、英語：Hokkai Shinkin Bank）は、かつて北海道余市郡余市町に本店を置き営業していた信用金庫である。2018年1月1日に札幌信用金庫、小樽信用金庫と合併し、北海道信用金庫（しんきん北海道）として発足した。 

## 概要
本店を余市町に置いている。当金庫は、これまで5つもの金庫を吸収していることから、営業エリアは非常に広い。
特に後志管内においては、大半の町村が指定金融機関としており、中でも本店所在地である余市町では1977年より当信金を指定している。ただし、後志総合振興局所在地の倶知安町及び旧岩内信金本店所在地の岩内町は北洋銀行、共和町はきょうわ農業協同組合（JAきょうわ）を指定しており、寿都町・島牧村は支店及び出張所が所在しながら指定金融機関がなく収納事務取扱金融機関にとどまっている。
自己資本比率は15.39%（2009年3月末現在、国内基準）。自金庫のWebサイトにて半期ディスクロージャーを公開していない（2010年4月現在）。

## 沿革
- 1926年3月10日 - 余市信用組合として設立。
- 1949年7月 - 後志信用組合に改称。
- 1951年10月 - 後志信用金庫に改組。
- 1964年3月 - 北海信用金庫に改称。
- 1972年11月 - 本店が日本銀行歳入代理店に指定。
- 1983年12月 - 国債代理店に指定。
- 1991年9月 - 長万部信用金庫を合併。
- 1997年10月 - 岩内信用金庫を合併。
- 2001年10月9日 - 道央信用金庫（札幌市中央区）ならびに夕張信用金庫を合併。
- 2005年2月14日 - 古平信用金庫（古平郡古平町）を合併[2]。
- 2015年（平成25年）11月2日 - 2018年1月をめどに札幌信用金庫、小樽信用金庫と対等合併することで基本合意したと発表[3][4][5][6]。合併後の名称は、「北海道信用金庫」[7]。
- 2018年（平成30年）1月1日 - 札幌信用金庫・小樽信用金庫と合併し「北海道信用金庫」となる。

## ギャラリー
店舗（支店・代理店・出張所）の例

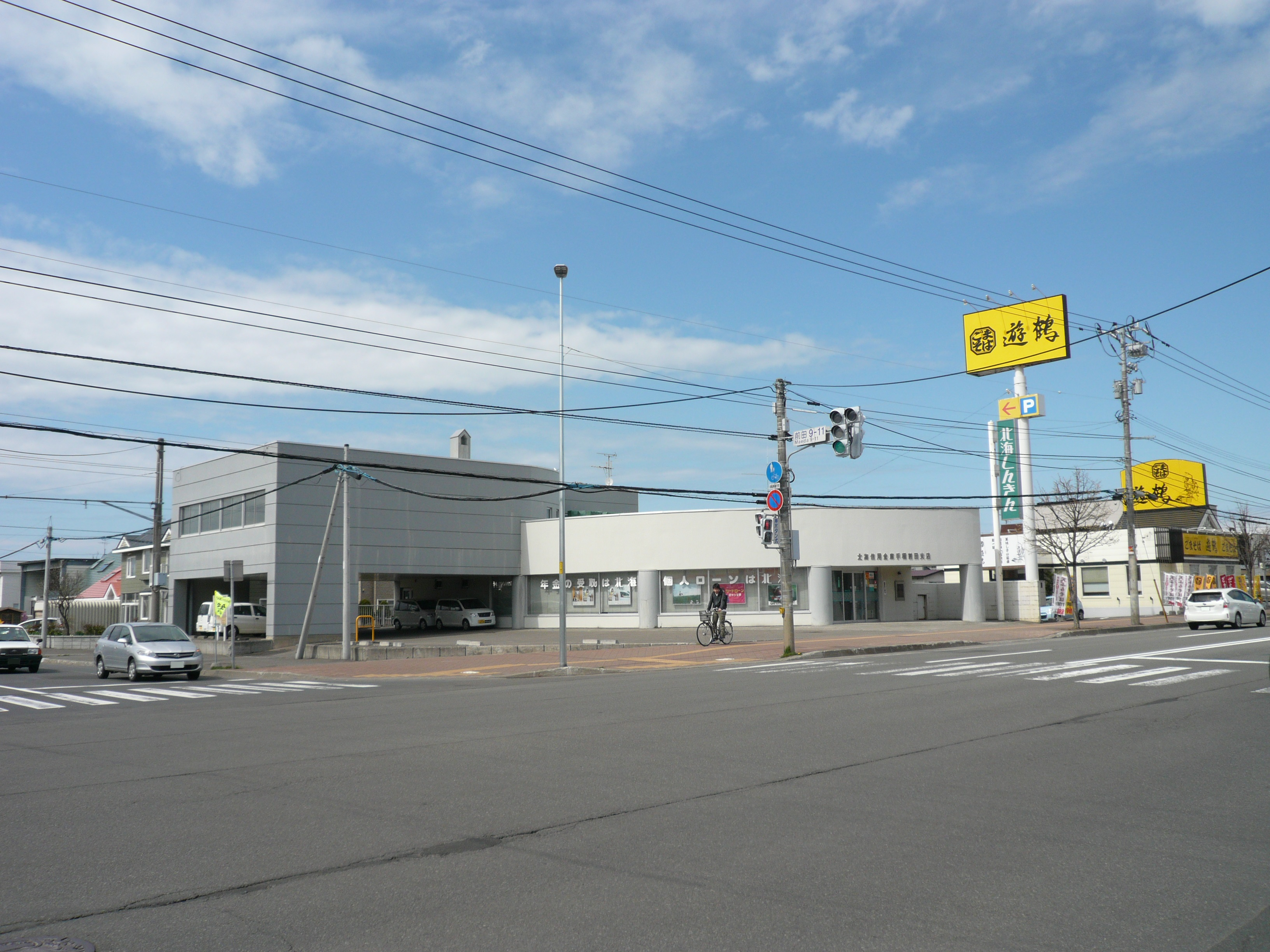
手稲前田支店（2016年5月）
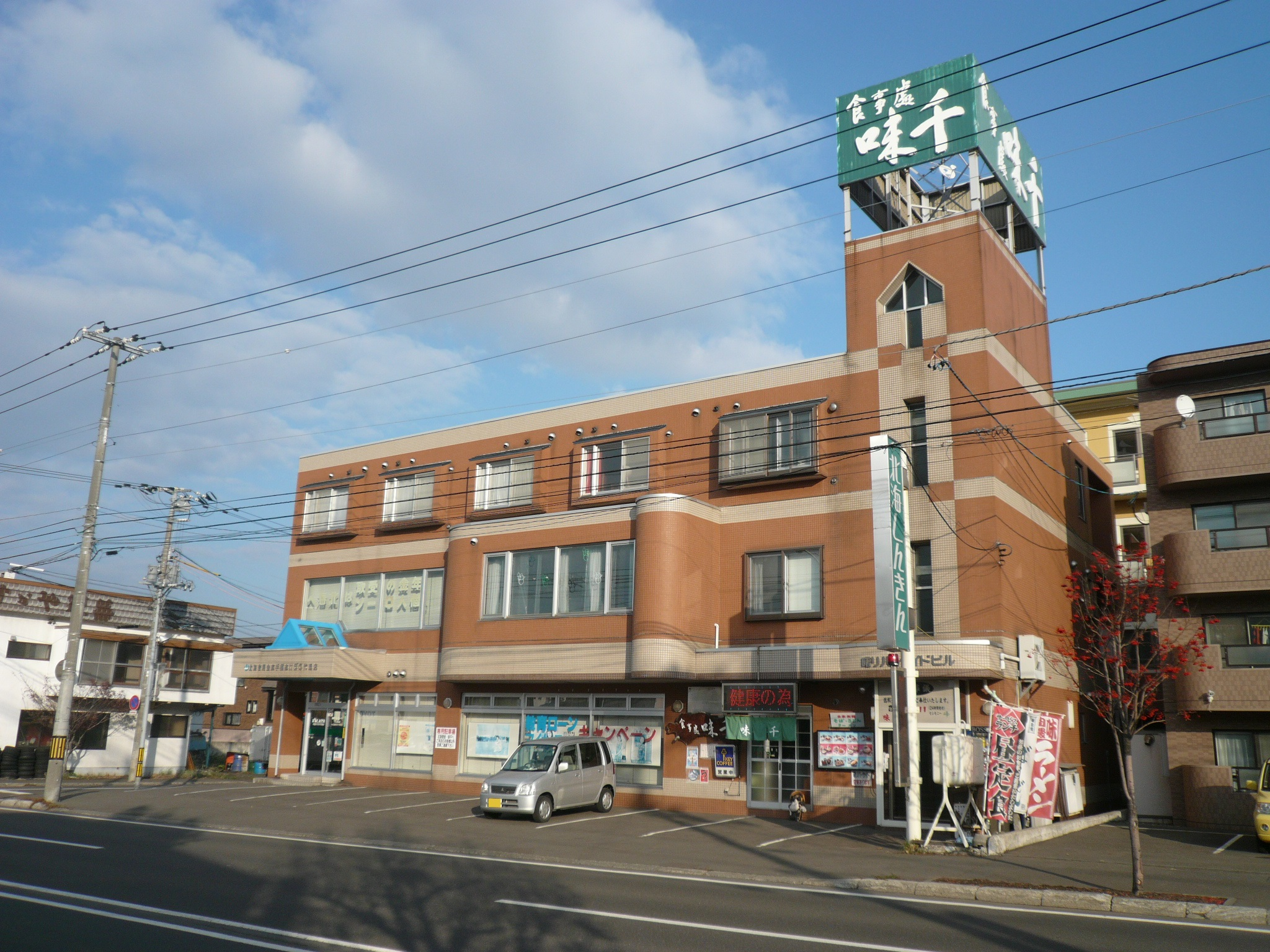
手稲あけぼの代理店（2013年11月）
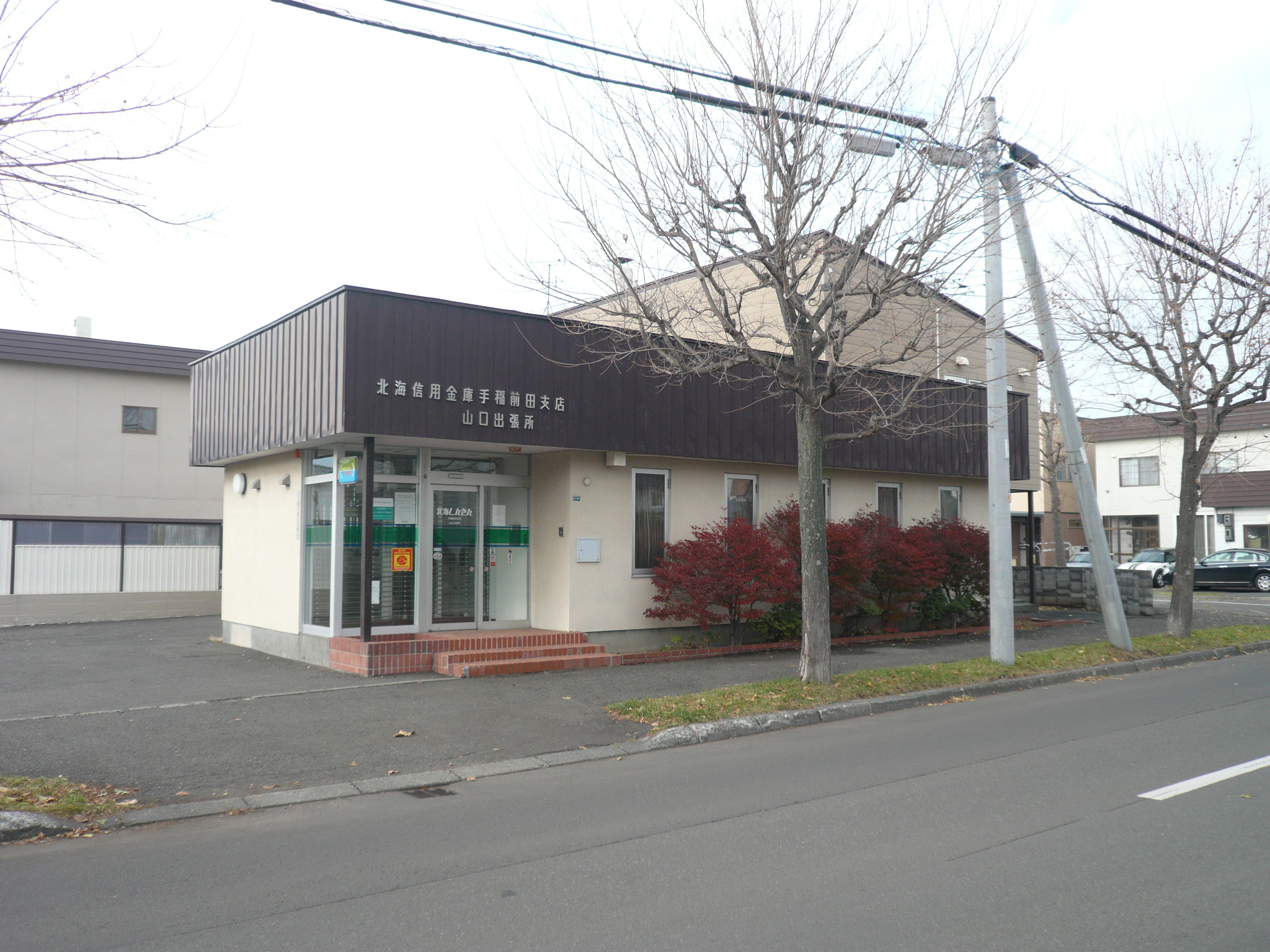
手稲前田支店山口出張所（2013年11月）

## ATMサービス
- 休日稼動ATMにおける土曜日の利用は14時まで手数料無料となる。
- 入金取り扱いは一部店舗外ATMを除き出金と同時間で扱っているが、出金と同様の時間外手数料も要する。
- ATM利用提携としてはMICS、しんきんATMゼロネットサービス、ゆうちょ銀行の他、入金ネット、新銀行東京、セブン銀行、イオン銀行との提携も実施している。

## totoの払い戻し店
スポーツ振興くじ（toto）当選券の払い戻し店は以下の店舗でのみ取り扱う。
- 本店
- 札幌支店
- 中央市場支店
- 白楊支店
- 琴似支店
- 手稲前田支店
- 清田支店
- 白石支店
- 東札幌支店